# Stupenda conquista
Stupenda conquista (The Magic Box) è un film del 1952 diretto da John Boulting.
Il film narra la vita dell'inventore e regista William Friese-Greene e in particolare si basa sulla biografia Friese-Greene, Close Up of an Inventor di Ray Allister.